# دوري جزر كوك لكرة القدم
دوري جزر كوك لكرة القدم هو الدوري الوطني لكرة القدم في جزر كوك، .البطل الحالي هو بويكورا.